# 訃報 1977年7月
訃報 1977年7月（ふほう 1977ねん7がつ）では、1977年（昭和52年）7月中に物故した、又は物故が報じられた人物についてまとめる。

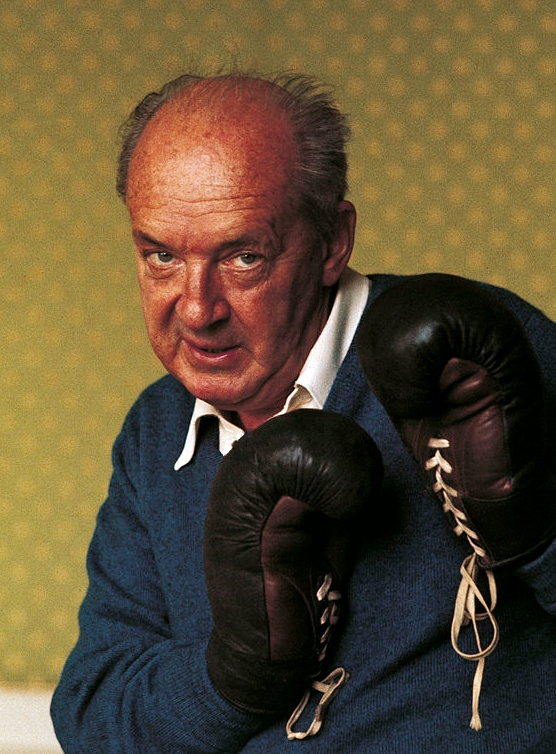
ウラジーミル・ナボコフ / 7月2日没

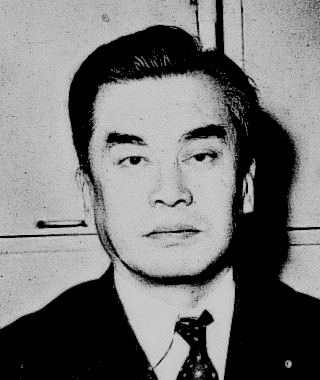
迫水久常 / 7月25日没

## （1日 - 15日）
- 7月1日 - 内海清、政治家・衆議院議員（* 1901年）
- 7月2日 - ウラジーミル・ナボコフ、作家（* 1899年）
- 7月5日 - 二反長半、小説家・児童文学作家（* 1907年）
- 7月6日 - 谷崎十郎、俳優（* 1896年）
- 7月7日 - 山田申吾、日本画家（* 1908年）
- 7月9日 - 藤木英雄、刑事法学者（* 1932年）
- 7月13日 - 太田清蔵 (5代目)、実業家・元東邦生命保険会長・社長（* 1893年）
- 7月14日 - 久保田貫一郎、外交官（* 1902年）
- 7月14日 - 松山崇、美術監督（* 1908年）

## （16日 - 31日）
- 7月16日 - 大山義年、化学工学者・東工大名誉教授（* 1903年）
- 7月17日 - ヴィトルト・マウツジンスキ、ピアニスト（* 1914年）
- 7月17日 - 高田浩運、政治家・厚生官僚（* 1914年）
- 7月18日 - 小野秀雄、ジャーナリズム研究・マスコミュニケーション研究の先駆者（* 1885年）
- 7月19日 - 湊徹郎、政治家・自由民主党所属の衆議院議員（* 1919年）
- 7月19日 - 大木惇夫、詩人・翻訳者（* 1895年）
- 7月20日 - 藪田貞治郎、農芸化学者（* 1888年）
- 7月21日 - 石子順造、美術評論家・漫画評論家（* 1928年）
- 7月23日 - 原泰一、貴族院勅選議員・日本赤十字社副社長（* 1884年）
- 7月25日 - 迫水久常、大蔵官僚・弁護士・政治家（* 1902年）
- 7月25日 - 寺岡平吾、海軍軍人（* 1877年）
- 7月25日 - 秋元不死男、俳人（* 1901年）
- 7月26日 - オスカー・モルゲンシュテルン、経済学者（* 1902年）
- 7月27日 - 榎本保郎、牧師（* 1925年）
- 7月29日 - 唐川安夫、陸軍軍人（* 1895年）